# Bhadgaon (Maharashtra)
Bhadgaon es una ciudad y  municipio situada en el distrito de Jalgaon en el estado de Maharashtra (India). Su población es de 37214 habitantes (2011). Se encuentra a orillas del río Girna.

## Demografía
Según el censo de 2011 la población de Bhadgaon era de 37214 habitantes, de los cuales 19334 eran hombres y 17880 eran mujeres. Bhadgaon tiene una tasa media de alfabetización del 80,29%, inferior a la media estatal del 82,34%: la alfabetización masculina es del 86,48%, y la alfabetización femenina del 73,68%.